# معسکر مونكادا
کان معسکر مونكادا (بالإنجليزية: Moncada Barracks)‏ ثكنة عسكرية في سانتياغو دي كوبا ، سمي باسم الجنرال غييرمون مونكادا بطل حرب استقلال کوبا. في 26 يوليو 1953، كانت الثكنة موقعًا لهجوم مسلح من قبل مجموعة صغيرة من الثوار بقيادة فيدل كاسترو. هذا الهجوم المسلح مقبول على نطاق واسع كبداية للثورة الكوبية. التاريخ الذي وقع فيه الهجوم، 26 يوليو، اعتمده كاسترو كاسم لحركته الثورية التي أطاحت في نهاية المطاف بديكتاتورية فولغينسيو باتيستا في 12 يناير 1959.

## الهجوم

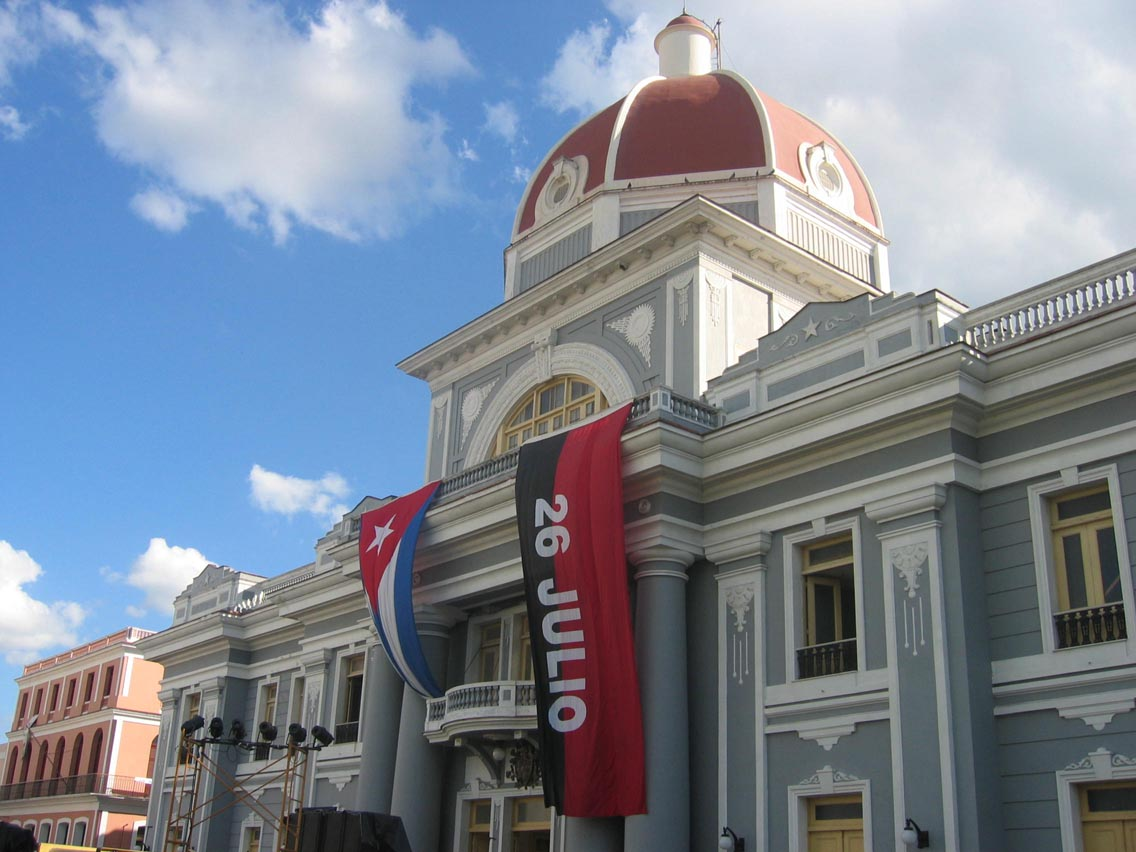
ديرك 26 يوليو

في 26 يوليو 1953 ، في الساعة 5:00 صباحًا ، قاد فيدل كاسترو مجموعة متکونة من 135 متمرداً (مع 24 آخرين کانوا ينوون الاستیلاء علی ثكنات بايامو) ، بما في ذلك شقيقه راؤول کاسترو، في هجوم على ثاني أكبر حامية عسكرية بقيادة العقيد ألبرتو ديل ريو تشافيانو. شكلت المجموعة قافلة من 16 سيارة لإضفاء مظهر على أنها وفد برئاسة ضابط رفيع المستوى أرسل من غرب كوبا. كانت خطتهم إستیلاء مجموعة أولى من 20 رجلاً بقيادة أبيل سانتاماريا علی المستشفى المدني في الجزء الخلفي من الثكنات وإستیلاء مجموعة ثانية من خمسة رجال بقيادة ليستر رودريغيز علی مبنى أودينسيا (Palacio de Justicia)، وإستیلاء مجموعة ثالثة من 90 رجلاً بقيادة كاسترو علی الثكنات، بما في ذلك البث الإذاعي الذي کان داخله.

## وصلات خارجية
- "History Will Absolve Me"